# Ledebouriella
Ledebouriella es un género monotípico de planta herbácea perteneciente a la familia Apiaceae.  Su única especie es: Ledebouriella multiflora.

## Taxonomía
Ledebouriella multiflora fue descrita por  Karl Friedrich August Hermann Wolff y publicado en Pflanzenr. IV, 228(43): 191 1910.
Etimología
Ledebouriella: nombre genérico otorgado en honor del botánico alemán Karl Friedrich von Ledebour.